# Begonia egregia
Espèce
Synonymes
- Begonia petropolitana Glaz.[1]
- Begonia quadrilocularis Brade[1] [2]

Begonia egregia est une espèce de plantes de la famille des Begoniaceae. Ce bégonia est originaire du Brésil. L'espèce fait partie de la section Tetrachia. Elle a été décrite en 1887 par Nicholas Edward Brown (1849-1934). L'épithète spécifique egregia signifie « distinguée », remarquable.  

## Répartition géographique
Cette espèce est originaire du pays suivant : Brésil.